# Lange Wand (Glocknergruppe)
Die Lange Wand (früher: Hohe Wand) ist ein 3087 m ü. A. hoher Berggipfel der Glocknergruppe in Osttirol. Sie  wurde erstmals 1857 von Joseph Anton Specht, Albert Wachtler mit Christian Ranggetiner durch Längsüberschreitung des Blaukopfgrates bis zur Adlersruhe bestiegen.

## Lage
Die Lange Wand liegt im Süden der Glocknergruppe in der Kernzone des Nationalparks Hohe Tauern. Sie befindet sich im Nordosten der Gemeinde Kals am Großglockner nahe der Grenze zu Kärnten. Bei der Langen Wand handelt es sich um Bergmassiv am Auslauf des Blaukopfgrates, der von der Erzherzog-Johann-Hütte im Norden über die Blauen Köpfe (3061 m ü. A.) nach Süden verläuft. Die Lange Wand wird dabei durch die Kristallenscharte (2973 m ü. A.) von den Blauen Köpfen getrennt. Im Süden markiert die Pfortscharte (2828 m ü. A.) den Übergang zur Glatzschneid (2910 m ü. A.). Die Lange Wand verfügt neben dem Haupt- oder Nordgipfel auch über einen Südgipfel (3027 m ü. A.) und einen Südwestgipfel (2969 m ü. A.). Nahe der Langen Wand liegen neben der Erzherzog-Johann-Hütte im Norden die Stüdlhütte im Westen, die Salmhütte im Osten und die Glorer Hütte im Süden. Ostseitig führt der Johann-Stüdl-Weg an der Langen Wand vorbei. Nächstgelegenes Tal ist das südöstlich gelegene Tal des Ködnitzbaches.

## Aufstiegsmöglichkeiten
Der Normalweg auf die Lange Wand führt von einer der umliegenden Hütten zunächst in die Pfortscharte. Von ihr aus erfolgt der Aufstieg am Südgrat (II).